# Sint-Maartenskerk (Bousbecque)
De Sint-Maartenskerk (Frans: Église Saint-Martin) is de parochiekerk van de gemeente Bousbecque in het Franse Noorderdepartement.

## Geschiedenis
De kerk werd gebouwd in 1480 in opdracht van Gilles Ghiselin de Busbecq, heer van Bousbecque (Busbeke). In 1516 werden vijf altaren in deze kerk gewijd. Tussen 1623 en 1636 vonden nog diverse verbouwingen en herstellingen plaats. In 1874 vond een belangrijke verbouwing plaats naar ontwerp van Charles Maillard.

## Gebouw
Het is een driebeukige hallenkerk met transept en voorgebouwde toren. Deze toren is 50 meter hoog, terwijl de kerk 47 meter lang en 19 meter breed is.
In de kerk bevindt zich een kapel, gewijd aan Sint-Antonius Abt, een heilige die hier onderwerp is van bedevaarten. Hier bevindt zich het mausoleum voor Gilles Ghiselin de Busbecq en zijn vrouw Agnès Gommet, gestorven in 1514 respectievelijk 1541. Onder een grafsteen bevindt zich sinds 1932 een urn waarin zich het hart bevindt van de botanicus Ogier Gisleen van Busbeke, die onder andere de tulp in West-Europa heeft geïntroduceerd.
De kerk bezit onder meer een 13e-eeuws zilveren kruis. Ook is er een doopvont uit Doornikse steen van de 16e eeuw.